# Свободный Труд (Нижегородская область)
 Свободный Труд  — поселок в Шатковском районе Нижегородской области. Входит в состав сельского поселения Кержемокский сельсовет.

## География
Находится в юго-восточной части Нижегородской области на расстоянии приблизительно 14 километров по прямой на северо-восток от поселка Шатки, административного центра района. 

## Население
Постоянное население составляло 102 человека (русские 60%, мордва 28%) в 2002 году, 83 в 2010.